# Meeting d'athlétisme de Madrid
Le Meeting d'athlétisme de Madrid est une rencontre internationale d'athlétisme qui se déroule une fois par an au Stade de Vallehermoso de Madrid, en Espagne. Cette compétition figure depuis 2010 parmi les 14 meetings du Challenge mondial IAAF.

## Records du Meeting

### Hommes
| Épreuve           | Record            | Athlète             | Nationalité    | Date             | Ref   |
| ----------------- | ----------------- | ------------------- | -------------- | ---------------- | ----- |
| 100 m             | 9 s 87 (+1.8 m/s) | Nesta Carter        | Jamaïque       | 13 juillet 2013  |       |
| 200 m             | 19 s 77           | Isaac Makwala       | Botswana       | 14 juillet 2017  |       |
| 400 m             | 43 s 90           | Michael Johnson     | États-Unis     | 6 septembre 1994 |       |
| 800 m             | 1 min 43 s 53     | Djamel Sedjati      | Algérie        | 19 juillet 2025  | [ 1 ] |
| 1000 m            | 2 min 15 s 91     | Venuste Niyongabo   | Burundi        | 6 septembre 1994 |       |
| 1500 m            | 3 min 33 s 65     | Robert Rono         | Kenya          | 7 juillet 2001   |       |
| Mile              | 3 min 55 s 94     | José Luis Carreira  | Espagne        | 9 juin 1989      |       |
| 2000 m            | 4 min 54 s 98     | Said Aouita         | Maroc          | 4 juin 1985      |       |
| 3000 m            | 7 min 37 s 49     | Mushir Salim Jahwer | Bahreïn        | 17 juillet 2004  |       |
| 5000 m            | 13 min 53 s 41    | Jordi García        | Espagne        | 29 mai 1984      |       |
| 110 m haies       | 12 s 99           | Colin Jackson       | Royaume-Uni    | 6 septembre 1994 |       |
| 400 m haies       | 47 s 56           | Danny Harris        | États-Unis     | 4 juin 1987      |       |
| 2000 m steeple    | 5 min 25 s 35     | Julius Korir        | Kenya          | 20 juin 1986     |       |
| 3000 m steeple    | 8 min 21 s 94     | Wesley Kiprotich    | Kenya          | 5 juillet 2008   |       |
| Saut en hauteur   | 2,37 m            | Javier Sotomayor    | Cuba           | 6 septembre 1994 |       |
| Saut à la perche  | 5,93 m            | Alexander Averbukh  | Israël         | 19 juillet 2003  |       |
| Saut en longueur  | 8,50 m            | Godfrey Mokoena     | Afrique du Sud | 4 juillet 2009   |       |
| Triple saut       | 17,53 m           | Zdzisław Hoffmann   | Pologne        | 4 juin 1985      |       |
| Lancer du poids   | 21,79 m           | Christian Cantwell  | États-Unis     | 17 juillet 2006  |       |
| Lancer du disque  | 70,67 m           | Virgilijus Alekna   | Lituanie       | 16 juillet 2005  |       |
| Lancer du marteau | 80,85 m           | Krisztián Pars      | Hongrie        | 7 juillet 2012   |       |
| Lancer du javelot | 83,50 m           | Juha Laukkanen      | Finlande       | 6 septembre 1994 |       |
| 5000 m marche     | 21 min 34 s 01    | Jesús Ángel García  | Espagne        | 6 septembre 1994 |       |
| 4 × 100 m relais  | 38 s 30           | Allemagne           | Allemagne      | 17 juillet 2004  |       |
| 4 × 400 m relais  | 3 min 05 s 34     | Cuba                | Cuba           | 12 juin 1992     |       |

### Femmes
| Épreuve           | Record             | Athlète            | Nationalité | Date             | Ref |
| ----------------- | ------------------ | ------------------ | ----------- | ---------------- | --- |
| 100 m             | 10 s 92 (+1.5 m/s) | Barbara Pierre     | États-Unis  | 13 juillet 2013  |     |
| 200 m             | 22 s 45            | Galina Malchugina  | Russie      | 3 juin 1993      |     |
| 400 m             | 50 s 33            | Sandra Myers       | Espagne     | 6 septembre 1994 |     |
| 800 m             | 1 min 55 s 55      | Maria Mutola       | Mozambique  | 19 juillet 2003  |     |
| 1000 m            | 2 min 42 s 68      | Letitia Vriesde    | Suriname    | 9 juin 1990      |     |
| 1500 m            | 3 min 59 s 60      | Gudaf Tsegay       | Éthiopie    | 22 juin 2018     |     |
| 3000 m            | 8 min 37 s 68      | Isabella Ochichi   | Kenya       | 17 juillet 2004  |     |
| 100 m haies       | 12 s 52            | Ludmila Engquist   | Suède       | 12 juin 1996     |     |
| 400 m haies       | 53 s 67            | Sandra Glover      | États-Unis  | 17 juillet 2004  |     |
| Saut en hauteur   | 2,06 m             | Blanka Vlašić      | Croatie     | 5 juillet 2008   |     |
| Saut à la perche  | 4,95 m             | Yelena Isinbayeva  | Russie      | 16 juillet 2005  |     |
| Saut en longueur  | 7,23 m             | Heike Drechsler    | Allemagne   | 7 juin 1991      |     |
| Triple saut       | 15,08 m            | Inna Lasovskaya    | Russie      | 12 juin 1996     |     |
| Lancer du poids   | 20,79 m            | Helena Fibingerová | Tchéquie    | 29 mai 1984      |     |
| Lancer du disque  | 64,72 m            | Yarelis Barrios    | Cuba        | 2 juillet 2010   |     |
| Lancer du javelot | 67,87 m            | Osleidys Menéndez  | Cuba        | 17 juillet 2004  |     |
| Lancer du marteau | 76,17 m            | Anita Wlodarczyk   | Pologne     | 22 juin 2018     |     |
| 4 × 100 m relais  | 43 s 04            | Cuba               | Cuba        | 17 juillet 2004  |     |
| 4 × 400 m relais  | 3 min 38 s 18      | Cuba               | Cuba        | 12 juin 1992     |     |